# Colydium elongatus
Colydium elongatus is een keversoort uit de familie somberkevers (Zopheridae). De wetenschappelijke naam van de soort werd in 1787 gepubliceerd door Johann Christian Fabricius.